# Douz Sud (delegación)
Douz Sud es una delegación de la gobernación de Kebili en Túnez. En abril de 2014 tenía una población censada de 18 565 habitantes.
Se encuentra ubicada al sur del país, a poca distancia de la orilla sur del lago salino Chott el Djerid y de la frontera con Argelia.